# 八雲パーキングエリア
八雲パーキングエリア（やくもパーキングエリア）は北海道二海郡八雲町浜松にある道央自動車道のパーキングエリアである。ハイウェイオアシス「噴火湾パノラマパーク」がある。

## 施設
上下線集約型の施設であり、駐車場は上下線の駐車場が仕切られた形で隣接して設置され、中央にトイレ棟がある。

### 上り線
- 駐車場[3]
  - 大型：8台
  - 小型：50台
  - 身障者用
    - 小型：2台

  - 給電スタンド[4][3]

### 下り線
- 駐車場[5]
  - 大型：8台
  - 小型：50台
  - 身障者用
    - 小型：2台

  - 給電スタンド[4][5]

### 上下線共通
- トイレ[3][5]
  - 男性：大4（和式0・洋式4）・小6※オストメイト対応トイレ有[6]
  - 女性：13（和式0・洋式13）※オストメイト対応トイレ有[6]
    - 同伴の男児用：1

  - 身障者用
    - 共用：1
- 生活・暮らし
  - 自動販売機コーナー（24時間 ）
  - E-NEXCO Wi-Fi SPOT[3][5]
- ハイウェイスタンプ（24時間）

### ハイウェイオアシス
噴火湾パノラマパークが隣接しており、パーキングエリアに車を止めたまま公園施設を利用することが可能となっている。ビジターセンター「パノラマ館」、パノラマカフェ、八雲町情報交流物産館「丘の駅」がPA駐車場に隣接して設置されており、一体的に利用可能となっている。

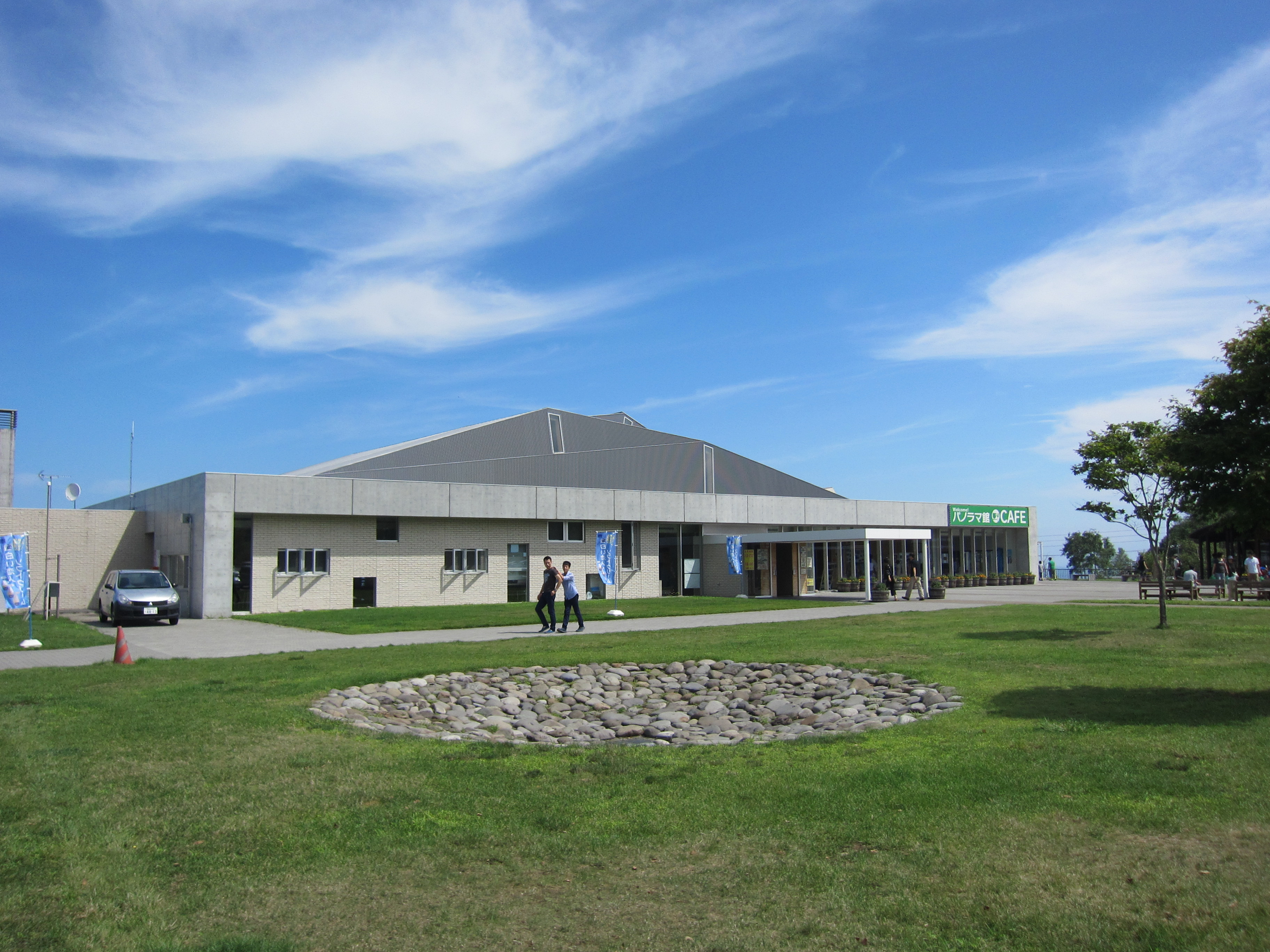
パノラマ館（ビジターセンター）（2014年8月）
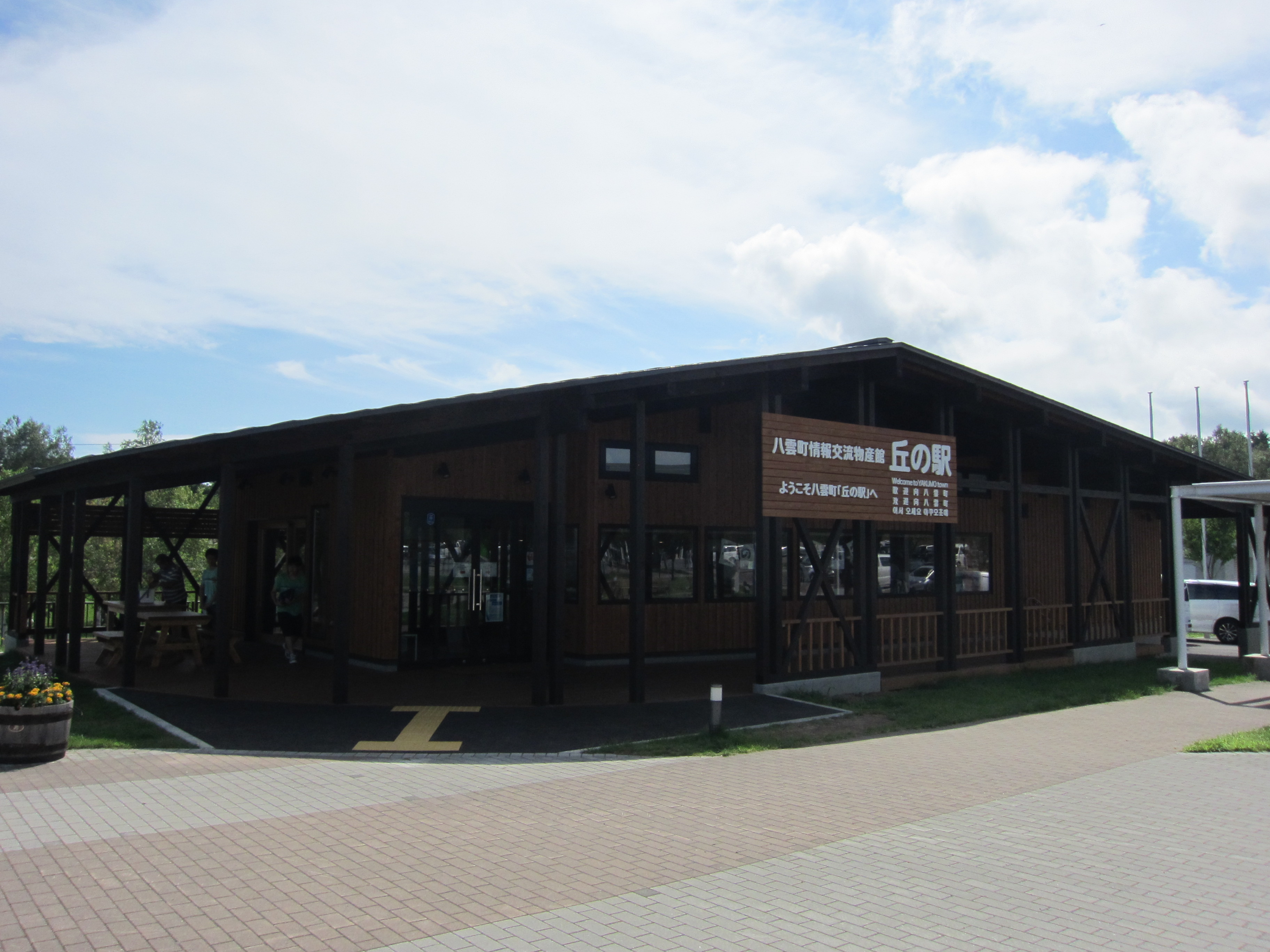
八雲町情報交流物産館 丘の駅（2014年8月）

## 隣
E5 道央自動車道
(8)落部IC - 八雲PA - (9)八雲IC